# Kelineh
 (juin 2018).
Kelineh (en persan : كلينه romanisé en Kelīneh et Kolīneh) est un village de la province de Kermanshah en Iran. Lors du recensement de 2006, sa population était de 117 habitants répartis dans 30 familles.